# Ернст Мург
Ернст Мург (на немски: Ernst Murg) е германски и френски треньор по футбол, ръководил тима на Владислав (Варна).

## Биография
Мург работи като секретар на френското консулство във Варна. Той е в основата на редица нововъведения в тима на Владислав, като по негова идея е написан клубен химн, както и е избран символ на тима – детелината. В първото Държавно първенство Мург извежда Владислав до финала, но шампионатът не завършва. След като полуфиналът с Левски (София) завършва 0:0, варненци искат реваншът да се играе на техен терен. От Левски отговарят, че изискват покриване на пътните разходи, което е отказано. Така шампионатът не излъчва победител.
На следващия сезон обаче Владислав е над всички и печели титлата след победа над Левски във финала с 2:0. Успехът е дублиран през 1925/26. Владислав отново стига финал на шампионата през 1928 г., когато обаче тимът е разгромен от Славия с 0:4. До ноември 1928 г. Мург е и председател на клуба, като плаща доста от разходите. Участва активно в спортния живот на Варна като ръководител на футболния комитет на областта и касиер на журналистическия спортен окръг.
През 30-те години се премества в София и е ръководител в АС-23. След това изпълнява функциите на делегат на Владислав.

## Успехи
- Държавно първенство – 1925, 1926